# ING Groep
ING Groep N.V. (også kendt som ING Group) er en finansiel virksomhed med hovedkvarter i Amsterdam, Holland der tilbyder bankforretning, forsikring og formuepleje. ING stod tidligere for Internationale Nederlanden Groep.
Pr. 2003 har ING 60 mio private og institutionelle kunder i 50 lande med over 115.000 ansatte. Der er kontorer i Canada, Peru, Chile, Spanien, Frankrig, Italien, Rumænien, Mexico, USA, Tyskland, Det Forenede Kongerige, Belgien, Polen, Østrig, Taiwan og Australien. Firmaet ejer ligeledes ING Direct, en internetbank der operererer i Australien, Canada, USA, Det Forenede Kongerige, Spanien og flere andre steder. I 2007-listen Forbes Global 2000 var ING det tiendestørste firma i verden.